# Gard
Gard är ett departement i södra Frankrike i Occitanienregionen. I den tidigare regionindelningen som gällde fram till 2015 tillhörde Gard regionen Languedoc-Roussillon. Huvudort är Nîmes. Departementet är namngivet efter Gardonfloden.

## Historia
Gardområdet beboddes av romare under klassisk tid. Området korsades av Via Domitia som konstruerades 118 f.Kr.
Gard är ett av de 83 departement som skapades under franska revolutionen den 4 mars 1790. Den skapades från den antika provinsen Languedoc.

## Geografi
Gard är en del av regionen Occitanien och omges av departementen Hérault, Lozère, Aveyron, Bouches-du-Rhône, Vaucluse och Ardèche.
Den högsta punkten i departementet är Mont Aigoual.

## Turism
Gard utgör en del i Cévennes nationalpark vilken lockar många turister.
Det finns betydande rester av romersk arkitektur i Nîmes, samt en romersk akvedukt kallad Pont du Gard.